# 普鲁索塔姆普尔
普鲁索塔姆普尔（Purusottampur），是印度奥里萨邦Ganjam县的一个城镇。总人口14249（2001年）。

## 人口
该地2001年总人口14249人，其中男性7281人，女性6968人；0—6岁人口1870人，其中男958人，女912人；识字率60.89%，其中男性为71.49%，女性为49.81%。